# Jeopardy (canción)
«Jeopardy» es una canción de la banda estadounidense The Greg Kihn Band del álbum de 1983 Kihnspiracy. Fue escrita por Greg Kihn y Steve Wright y producida por Matthew King Kaufman.
Fue el único éxito Top 10 de la banda en la lista de sencillos Billboard Hot 100, llegando al número 2 en mayo de 1983. Alcanzó el número 1 de la lista Billboard Hot Club Dance Play en abril de 1983 y cruzó al Top 50 de la Billboard Top Soul singles en Estados Unidos. La canción también alcanzó el número 63 en la UK Singles Chart, convirtiéndose en la única canción de la banda en las listas de éxitos del Reino Unido.

## Lista de canciones
- sencillo de 7" (7-69847)[2]

1. "Jeopardy" - 3:47
2. "Fascination" - 2:38

- maxi de 12" (0-67932)[3]

1. "Jeopardy (Dance Mix)" - 6:47
2. "Jeopardy (Instrumental Version)" - 6:35

## Posicionamiento en listas
| Lista (1983)                                 | Posición |
| -------------------------------------------- | -------- |
| Alemania (Offizielle Deutsche Charts)        | 18       |
| Bélgica (Flandes) (Ultratop 50)              | 22       |
| Canadá (RPM Top Singles)                     | 4        |
| Estados Unidos Billboard Hot 100             | 2        |
| Estados Unidos Billboard Hot Black Singles   | 48       |
| Estados Unidos Billboard Hot Dance Club Play | 1        |
| Estados Unidos Billboard Top Tracks          | 5        |
| Estados Unidos Cash Box                      | 5        |
| Irlanda (IRMA)                               | 17       |
| Nueva Zelanda (Recorded Music NZ)            | 17       |
| Países Bajos (Dutch Top 40)                  | 15       |
| Países Bajos (Mega Single Top 100)           | 21       |
| Reino Unido (UK Singles Chart)               | 63       |
| Suecia (Sverigetopplistan)                   | 8        |
| Suiza (Schweizer Hitparade)                  | 4        |